# Thria malgassica
Pandesma decaryi là một loài bướm đêm trong họ Noctuidae.